# Liste der Superintendenten in Oschatz
Die Liste der Superintendenten in Oschatz enthält alle seit der Einführung der Reformation in Oschatz amtierenden Superintendenten seit 1539. Sie waren zugleich Pfarrer an St. Aegidien. Der Amtssitz des Superintendenten befand sich im 1572 errichteten Haus Kirchplatz 2.
Zum 1. Januar 2001 wurde der Kirchenbezirk Oschatz mit dem Kirchenbezirk Leisnig zum Kirchenbezirk Leisnig-Oschatz vereinigt, der seinen Sitz in Leisnig hat. Seit dem 1. Januar 2020 bilden die ehemaligen Gemeinden des Kirchenbezirk Oschatz gemeinsam die große Kirchengemeinde „Oschatzer Land“.
| Vorname Name                          | Amtszeit  | Geboren                     | Gestorben    |
| ------------------------------------- | --------- | --------------------------- | ------------ |
| Johann Buchner                        | 1539–1564 | 1494 Geisa                  | 1564         |
| Bartholomäus Friedel                  | 1564–1577 | 1528 Oschatz                | 1576         |
| Paul Matthesius                       | 1577–1584 | 1548 Joachimsthal           | 1584         |
| David Kleeblatt                       | 1585–1590 | 1539/40 Oschatz             | 1590         |
| Georg Placcius                        | 1590–1592 | 1552 Gräfenthal             | unbekannt    |
| Peter Scheiner                        | 1592–1603 | 1554 Meißen                 | 1603         |
| Helvicus Garthius                     | 1603–1609 | 1579 Kirtorf/Hessen         | 1619 Prag    |
| Aegidius Strauch                      | 1609–1611 | 1583 Wittenberg             | 1657 Dresden |
| Michael Schumler                      | 1611–1617 | 1556 Meißen                 | 1617         |
| Georg Cademann                        | 1617–1634 | 1580 Dresden                | 1634         |
| Gottfried Cundisius                   | 1635–1637 | 1599 Radeberg               | 1651         |
| Johann Jentsch                        | 1638–1662 | 1585 Mügeln                 | 1662         |
| Elias Rehebold                        | 1662–1712 | 1623 Torgau                 | 1712         |
| Johann Boßeck                         | 1712–1720 | 1668 Lippstadt              | 1720         |
| Georg Richter                         | 1720–1737 | 1658 Stollberg (Erzgebirge) | 1737         |
| Johann David Strohbach                | 1737–1753 | 1685 Burkhardtswalde        | 1753         |
| Carl Christoph Zandt                  | 1753–1769 | 1695 Bauschlott in Baden    | 1769         |
| Johann Carl Friedrich von Brause      | 1769–1792 | 1729 Sangerhausen           | 1792         |
| Heinrich Christian Gehe               | 1792–1807 | 1752 Neustadt-Dresden       | 1807         |
| Johann Gottlob Steinert               | 1808–1822 | 1765 Limbach/Chemnitz       | 1822         |
| Christian Abraham Wahl                | 1823–1835 | 1773 Dresden                | 1855         |
| Victorin Gottfried Facilides          | 1835–1841 | 1777 Mittweida              | 1841         |
| Friedrich Leberecht Max Liebe         | 1842–1874 | 1804 Ganzig                 | 1886         |
| Christian Friedrich Schöncke          | 1874–1895 | 1831 Neukirch               | 1895         |
| Karl August Kalich                    | 1895–1900 | 1844 Leutwitz               | 1900 Oschatz |
| Armin Ottokar Colditz                 | 1901–1914 | 1856 Treuen i. V.           | 1933         |
| Paul Samuel Moritz Flade              | 1914–1922 | 1860 Dresden                | 1921 Oschatz |
| Gotthelf Imanuel Michael              | 1922      | 1863 Dresden                | 1927 Oschatz |
| Ernst Johannes Rietschel              | 1928–1938 | 1872 Rüdigsdorf             | 1960         |
| Johannes Heinrich August Ernst Ludwig | 1938–1946 | 1900 Thieschitz bei Gera    | 1976         |
| Johannes Willy Rißmann                | 1947–1953 | 1901 Gittersee              | 1989         |
| Gerhard Johannes Eckert               | 1954–1972 | 1904 Bubendorf              | 1987         |
| Hans-Christoph Schumann               | 1972–1985 | unbekannt                   | unbekannt    |
| Martin Kupke                          | 1986–1994 | 1937 Guben                  |              |